# خوارزمية فيذرستون
خوارزمية فيذرستون هي طريقة تُستخدم لحساب الآثار المُترَتِّبة على القوى التي تقع على بنية المفاصل والروابِط ("سلسلة حركية مفتوحة") مثل الهيكل العظمي المُستخدم في راقدول فيزيكس.
تستخدم خوارزمية فيذرستون التمثيل الإحداثيّ المختزل. وهذا على العكس من المنهج المُستخدم الأكثر شُيوعًا، وهو مضاعف لاغرانج، الذي يقوم بتطبيق الإحداثيات القُصوى.
أُطروحة الدكتوراه لبراين ميرتيتش تقوم بِشرح الخوارزمية بشكلٍ واضح ومفصّل. كما أنَّ رِسالة بحث باراف بعنوان "Linear-time dynamics using Lagrange multipliers" (دينامكيات الوقت الخطية باستخدام مضاعف لاغرانغ) تناقش كلاً من الخوارزميتين وتُقارِنهما ببعضهما.

## وصلات خارجية
- The Moby rigid body dynamics simulator contains an implementation of Featherstone's algorithm
- Source code for implementation of Featherstone's algorithm (dead link)
- Description and references
- Mirtich's Thesis
- Baraff's Lagrange multiplier method